# Coupe d'Afrique des nations masculine espoirs de hockey sur gazon 2024
Navigation
Ismaïlia 2023 2026
La Coupe d'Afrique des nations masculine espoirs de hockey sur gazon 2024 se déroule à Windhoek en Namibie parallèlement au tournoi féminin du 18 au 25 avril 2025.
L'Afrique du Sud décroche son 6e titre en battant la Namibie 0 - 5 en finale. L'Égypte s'empare de la médaille de bronze après avoir battu l'Kenya 4 - 2 aux tirs au but après le partage 2 - 2 à la fin du temps réglementaire en match pour la 3e place.
L'Afrique du Sud, la Namibie et l'Égypte se qualifient tous les trois pour la Coupe du monde masculine espoirs de hockey sur gazon 2025 qui se tiendra à Chennai et à Madurai en Inde du 28 novembre au 10 décembre 2025.

## Changement de dates
Le 9 novembre 2024, alors que la compétition devait se tenir du 30 novembre au 8 décembre 2024, la Fédération africaine de hockey a décidé de reporter la compétition du 18 au 25 avril 2025 en raison du 49e congrès qui s'est tenu à Mascate dans le sultanat d'Oman,.

## Équipes qualifiées
Les 8 équipes ont été directement choisies par la Fédération africaine de hockey pour participer à la compétition. Le Ghana et le Nigeria décident cependant de renoncer à la compétition à la suite de leurs niveaux financiers.
- Égypte
- Ghana
- Kenya
- Namibie
- Nigeria
- Afrique du Sud
- Zambie
- Zimbabwe

## Format
Huit équipes sont réparties en deux groupes de quatre équipes. Le format est celui d'un tournoi toutes rondes : chaque équipe joue un match contre les trois autres équipes du même groupe. Les deux premiers de chaque groupe se qualifient pour les demi-finales.
À la suite du forfait de deux équipes, les six équipes restantes sont finalement réparties en un seul groupe de six équipes.
À l'issue du premier tour:
- les deux premiers se qualifient pour la finale,
- et les deux suivants se qualifient pour le match pour la 3e place.

### Coupe du monde espoirs 2025
Six équipes concourent pour trois places directes à la Coupe du monde espoirs 2025. À la fin de la compétition, les deux finalistes et le vainqueur du match pour la 3e place se qualifient pour la Coupe du monde espoirs 2025.

### Critères de départage
En cas d'égalité de points entre plusieurs équipes, les critères suivants sont appliqués dans l'ordre indiqué pour établir leur classement:
1. Plus grand nombre de victoires,
2. Meilleure différence de buts,
3. Plus grand nombre de buts marqués,
4. Plus grand nombre de points marqués entre les équipes concernées,
5. Plus grand nombre de buts marqués de plein jeu.

## Premier tour

### Classement
Légende :
- Finale
- Match pour la 3e place

| Rang | Équipe           | Pts | J | G | N | P | Bp | Bc | Diff |  | Résultats        |  |     |     |     |     |      |
| ---- | ---------------- | --- | - | - | - | - | -- | -- | ---- |  | ---------------- |  | --- | --- | --- | --- | ---- |
| 1    | Afrique du Sud T | 15  | 5 | 5 | 0 | 0 | 34 | 5  | +29  |  | Afrique du Sud T |  | 5-0 | 7-1 | 2-1 | 8-0 | 12-3 |
| 2    | Namibie H        | 12  | 5 | 4 | 0 | 1 | 20 | 14 | +6   |  | Égypte           |  |     | 2-1 | 4-4 | 1-3 | 3-1  |
| 3    | Égypte           | 7   | 5 | 2 | 1 | 2 | 10 | 14 | -4   |  | Zimbabwe         |  |     |     | 0-0 | 1-4 | 2-1  |
| 4    | Kenya            | 5   | 5 | 1 | 2 | 2 | 10 | 12 | -2   |  | Kenya            |  |     |     |     | 3-5 | 2-1  |
| 5    | Zimbabwe         | 4   | 5 | 1 | 1 | 3 | 5  | 14 | -9   |  | Namibie H        |  |     |     |     |     | 8-1  |
| 6    | Zambie           | 0   | 5 | 0 | 0 | 5 | 7  | 27 | -20  |  | Zambie           |  |     |     |     |     |      |

### Rencontres
| Match 1             | Zimbabwe | 0 - 0 | Kenya |                                             |                                             |
| 18 avril 2025 13h00 |          |       |       | Arbitrage : Siyabonga Martins Peter Caulder | Arbitrage : Siyabonga Martins Peter Caulder |
| 18 avril 2025 13h00 | Rapport  |       |       | Arbitrage : Siyabonga Martins Peter Caulder | Arbitrage : Siyabonga Martins Peter Caulder |

| Match 2             | Namibie                     | 3 - 1   | Égypte         |                                       |                                       |
| 18 avril 2025 17h00 | Britz 53e, 58e · Hatton 58e | (0 - 0) | 36e Abdelmonem | Arbitrage : Bryn Lowe Munashe Mashoko | Arbitrage : Bryn Lowe Munashe Mashoko |
| 18 avril 2025 17h00 | Rapport                     |         |                | Arbitrage : Bryn Lowe Munashe Mashoko | Arbitrage : Bryn Lowe Munashe Mashoko |

| Match 3             | Afrique du Sud                                                                                            | 12 - 3  | Zambie                          |                                             |                                             |
| 18 avril 2025 19h00 | Montgomery 5e, 15e, 55e · Mentoor 8e, 27e, 41e, 57e · Seale 8e · Kraai 19e, 57e · Mbata 37e · Brooker 48e | (6 - 1) | 13e, 40e Tagwireyi · 47e Mpande | Arbitrage : Siyabonga Martins Haitham Selim | Arbitrage : Siyabonga Martins Haitham Selim |
| 18 avril 2025 19h00 | Rapport                                                                                                   |         |                                 | Arbitrage : Siyabonga Martins Haitham Selim | Arbitrage : Siyabonga Martins Haitham Selim |

| Match 4             | Zambie    | 1 - 2   | Zimbabwe                |                                             |                                             |
| 19 avril 2025 11h00 | Banda 26e | (1 - 0) | 32e Goven · 60e Benadie | Arbitrage : Siyabonga Martins Evason Liyayi | Arbitrage : Siyabonga Martins Evason Liyayi |
| 19 avril 2025 11h00 | Rapport   |         |                         | Arbitrage : Siyabonga Martins Evason Liyayi | Arbitrage : Siyabonga Martins Evason Liyayi |

| Match 5             | Égypte                                             | 4 - 4   | Kenya                                                |                                     |                                     |
| 19 avril 2025 13h00 | Kasem 12e · Hegab 35e · Abdelmonem 57e · Salem 59e | (1 - 1) | 7e Omwaka · 48e Ochieng · 51e Mungai · 55e Ashihundu | Arbitrage : Bryn Lowe Peter Caulder | Arbitrage : Bryn Lowe Peter Caulder |
| 19 avril 2025 13h00 | Rapport                                            |         |                                                      | Arbitrage : Bryn Lowe Peter Caulder | Arbitrage : Bryn Lowe Peter Caulder |

| Match 6             | Namibie | 0 - 8   | Afrique du Sud                                             |                                           |                                           |
| 19 avril 2025 15h00 |         | (0 - 5) | 8e Horn · 14e, 24e, 25e, 26e, 33e, 35e Brooker · 49e Kraai | Arbitrage : Munashe Mashoko Haitham Selim | Arbitrage : Munashe Mashoko Haitham Selim |
| 19 avril 2025 15h00 | Rapport |         |                                                            | Arbitrage : Munashe Mashoko Haitham Selim | Arbitrage : Munashe Mashoko Haitham Selim |

| Match 7             | Zambie        | 1 - 3   | Égypte                     |                                     |                                     |
| 21 avril 2025 11h00 | A. Mwansa 57e | (0 - 1) | 12e, 51e Kasem · 44e Hosni | Arbitrage : Bryn Lowe Peter Caulder | Arbitrage : Bryn Lowe Peter Caulder |
| 21 avril 2025 11h00 | Rapport       |         |                            | Arbitrage : Bryn Lowe Peter Caulder | Arbitrage : Bryn Lowe Peter Caulder |

| Match 8             | Zimbabwe   | 1 - 7   | Afrique du Sud                                        |                                             |                                             |
| 21 avril 2025 13h00 | Mawere 59e | (0 - 3) | 1e, 16e, 18e, 40e, 48e Brooker · 52e Jeyi · 58e Kraai | Arbitrage : Siyabonga Martins Evason Liyayi | Arbitrage : Siyabonga Martins Evason Liyayi |
| 21 avril 2025 13h00 | Rapport    |         |                                                       | Arbitrage : Siyabonga Martins Evason Liyayi | Arbitrage : Siyabonga Martins Evason Liyayi |

| Match 9             | Namibie                                                | 5 - 3   | Kenya                                  |                                           |                                           |
| 21 avril 2025 17h00 | Britz 7e, 53e · De Jager 15e · Fourie 24e · Graham 45e | (3 - 2) | 6e Lormotum · 29e Wesonga · 46e Mudher | Arbitrage : Munashe Mashoko Haitham Selim | Arbitrage : Munashe Mashoko Haitham Selim |
| 21 avril 2025 17h00 | Rapport                                                |         |                                        | Arbitrage : Munashe Mashoko Haitham Selim | Arbitrage : Munashe Mashoko Haitham Selim |

| Match 10            | Égypte  | 0 - 5   | Afrique du Sud                              |                                         |                                         |
| 22 avril 2025 11h00 |         | (0 - 3) | 6e, 49e Kraai · 10e Horn · 24e, 43e Brooker | Arbitrage : Siyabonga Martins Bryn Lowe | Arbitrage : Siyabonga Martins Bryn Lowe |
| 22 avril 2025 11h00 | Rapport |         |                                             | Arbitrage : Siyabonga Martins Bryn Lowe | Arbitrage : Siyabonga Martins Bryn Lowe |

| Match 11            | Kenya                      | 2 - 1   | Zambie        |                                           |                                           |
| 22 avril 2025 13h00 | Ashihundu 31e · Omwaka 43e | (0 - 1) | 22e Tagwireyi | Arbitrage : Peter Caulder Munashe Mashoko | Arbitrage : Peter Caulder Munashe Mashoko |
| 22 avril 2025 13h00 | Rapport                    |         |               | Arbitrage : Peter Caulder Munashe Mashoko | Arbitrage : Peter Caulder Munashe Mashoko |

| Match 12            | Namibie                           | 4 - 1   | Zimbabwe   |                                         |                                         |
| 22 avril 2025 17h00 | Hatton 2e, 19e, 32e · Handura 48e | (2 - 1) | 18e Mawere | Arbitrage : Evason Liyayi Haitham Selim | Arbitrage : Evason Liyayi Haitham Selim |
| 22 avril 2025 17h00 | Rapport                           |         |            | Arbitrage : Evason Liyayi Haitham Selim | Arbitrage : Evason Liyayi Haitham Selim |

| Match 13            | Zimbabwe         | 1 - 2   | Égypte                 |                                         |                                         |
| 24 avril 2025 11h00 | Kanyangarara 24e | (1 - 1) | 20e Fouda · 60+e Hosni | Arbitrage : Peter Caulder Evason Liyayi | Arbitrage : Peter Caulder Evason Liyayi |
| 24 avril 2025 11h00 | Rapport          |         |                        | Arbitrage : Peter Caulder Evason Liyayi | Arbitrage : Peter Caulder Evason Liyayi |

| Match 14            | Namibie                                                                                           | 8 - 1   | Zambie     |                                     |                                     |
| 24 avril 2025 17h00 | Hatton 9e · Van Rooyen 11e · Du Raan 25e, 52e · Handura 38e · Britz 47e · Lassen 59e · Fourie 60e | (3 - 1) | 16e Mutale | Arbitrage : Bryn Lowe Haitham Selim | Arbitrage : Bryn Lowe Haitham Selim |
| 24 avril 2025 17h00 | Rapport                                                                                           |         |            | Arbitrage : Bryn Lowe Haitham Selim | Arbitrage : Bryn Lowe Haitham Selim |

| Match 15            | Afrique du Sud               | 2 - 1   | Kenya      |                                               |                                               |
| 24 avril 2025 19h00 | Mentoor 12e · Montgomery 56e | (1 - 1) | 10e Bhamra | Arbitrage : Siyabonga Martins Munashe Mashoko | Arbitrage : Siyabonga Martins Munashe Mashoko |
| 24 avril 2025 19h00 | Rapport                      |         |            | Arbitrage : Siyabonga Martins Munashe Mashoko | Arbitrage : Siyabonga Martins Munashe Mashoko |

## Deuxième tour

### Match pour la3eplace
| Match 16            | Égypte                              | 2 - 2             | Kenya                                   |                                     |                                     |
| 25 avril 2025 14h30 | El Hadi 23e · Hegab 51e             | (1 - 0)           | 45e, 52e Ashihundu                      | Arbitrage : Bryn Lowe Peter Caulder | Arbitrage : Bryn Lowe Peter Caulder |
| 25 avril 2025 14h30 | Rapport                             |                   |                                         | Arbitrage : Bryn Lowe Peter Caulder | Arbitrage : Bryn Lowe Peter Caulder |
| 25 avril 2025 14h30 | Kamal · Hassanein · Hosni · Mokhtar | Tirs au but 4 - 2 | Ashihundu · Omwaka · Momanyi · Indimuli | Arbitrage : Bryn Lowe Peter Caulder | Arbitrage : Bryn Lowe Peter Caulder |

### Finale
| Match 17            | Namibie | 0 - 5   | Afrique du Sud                                             |                                           |                                           |
| 25 avril 2025 19h00 |         | (0 - 3) | 5e Sendzul · 13e, 24e Brooker · 39e Montgomery · 56e Mbata | Arbitrage : Haitham Selim Munashe Mashoko | Arbitrage : Haitham Selim Munashe Mashoko |
| 25 avril 2025 19h00 | Rapport |         |                                                            | Arbitrage : Haitham Selim Munashe Mashoko | Arbitrage : Haitham Selim Munashe Mashoko |

## Statistiques

### Buteurs

#### 16 buts
- Jaydon Brooker

#### 6 buts
- Litha Kraai

#### 5 buts
- John-Paul Britz
- Owen Hatton
- Carlon Mentoor
- Ross Montgomery

#### 4 buts
- Charles Ashihundu

#### 3 buts
- Abdelrahman Kasem
- Abraham Tagwireyi

#### 2 buts
- Basel Abdelmonem
- Mohab Hegab
- Mohamed Hosni
- Mathias Omwaka
- Christian du Raan
- Jack Fourie
- Giovane Handura
- Brett Horn
- Viwe Mbata
- Matipa Mawere

#### 1 but
- Ahmed El-Hadi
- Ahmed Fouda
- Ziad Salem
- Tarankabir Bhamra
- Noel Lormotum
- Nirmaan Mudher
- Gideon Mungai
- Fredrick Ochieng
- Vincent Wesonga
- James de Jager
- Abraham Graham
- Mathew Lassen
- Ludwig van Rooyen
- Thabang Jeyi
- Jamie Seale
- Reuben Sendzul
- Richard Banda
- Isaac Mutale
- Justin Mpande
- Alex Mwansa
- John-Mark Benadie
- Dhaneel Goven
- Mutsawashe Kanyangarara

### Classement final
| Rang                        | Équipe           | J | G | N | P | BP | BC | Diff | Pts |
| --------------------------- | ---------------- | - | - | - | - | -- | -- | ---- | --- |
| Médaille d'or, Afrique      | Afrique du Sud T | 6 | 6 | 0 | 0 | 39 | 5  | +34  | 18  |
| Médaille d'argent, Afrique  | Namibie H        | 6 | 4 | 0 | 2 | 20 | 19 | +1   | 12  |
| Médaille de bronze, Afrique | Égypte           | 6 | 2 | 2 | 2 | 12 | 16 | -4   | 8   |
| 4                           | Kenya            | 6 | 1 | 3 | 2 | 12 | 14 | -2   | 6   |
| Éliminés au premier tour    |                  |   |   |   |   |    |    |      |     |
| 5                           | Zimbabwe         | 5 | 1 | 1 | 3 | 5  | 14 | -9   | 4   |
| 6                           | Zambie           | 5 | 0 | 0 | 5 | 7  | 27 | -20  | 0   |

|  | Nation qualifiée pour la Coupe du monde espoirs 2025 en tant que les 3 meilleures équipes continentales |